# (6872) 1993 CN1
(6872) 1993 CN1 (1993 CN1, 1975 TG2, 1991 RF13) — астероїд головного поясу, відкритий 15 лютого 1993 року.
Тіссеранів параметр щодо Юпітера — 3,679.